# Montipora

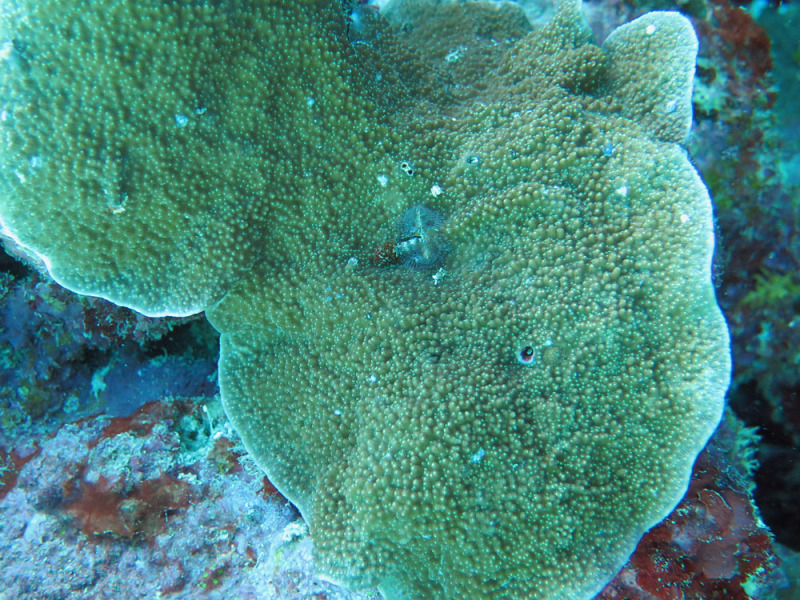
Montipora aequituberculata

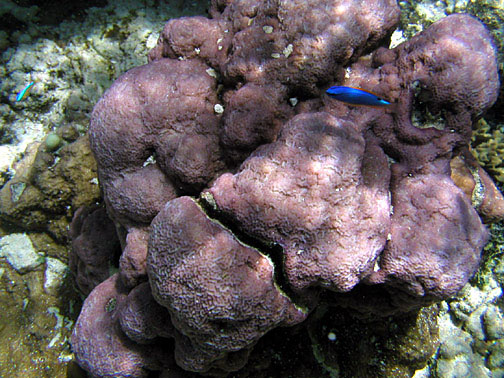
Montipora caliculata

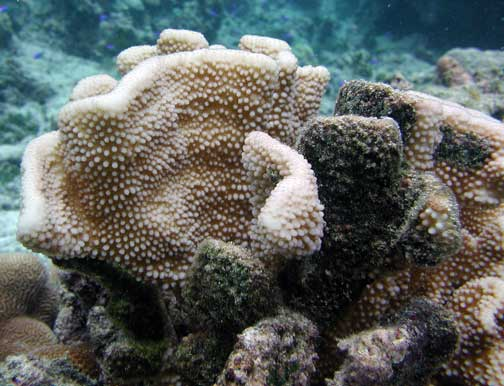
Montipora capitata

Montipora capricornis

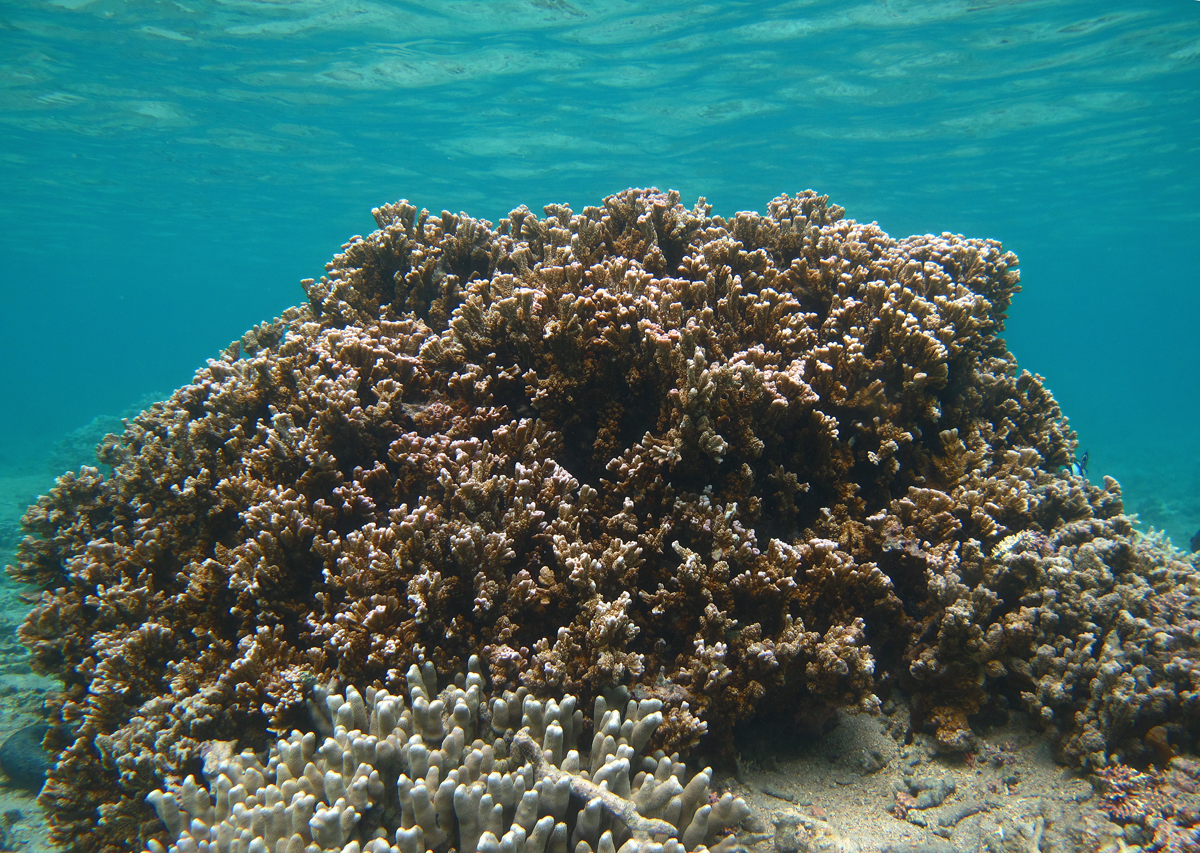
Montipora circumvallata

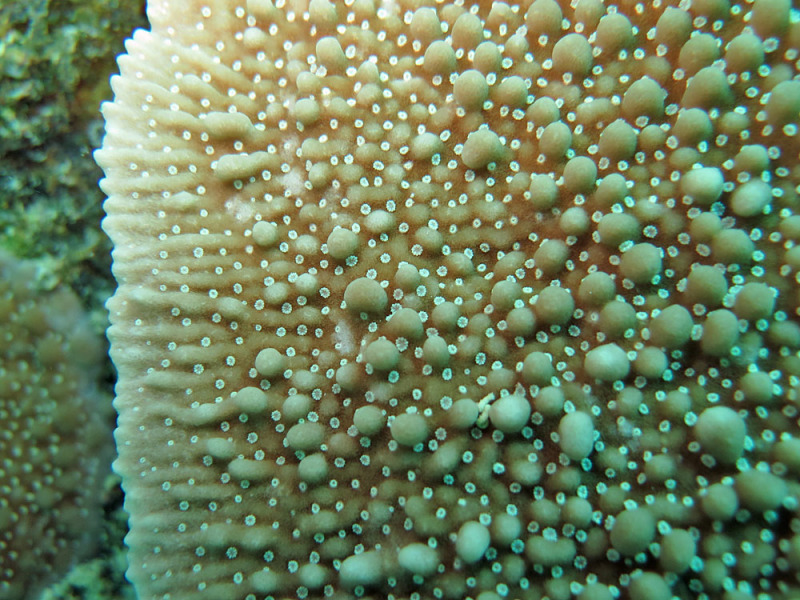
Montipora danae

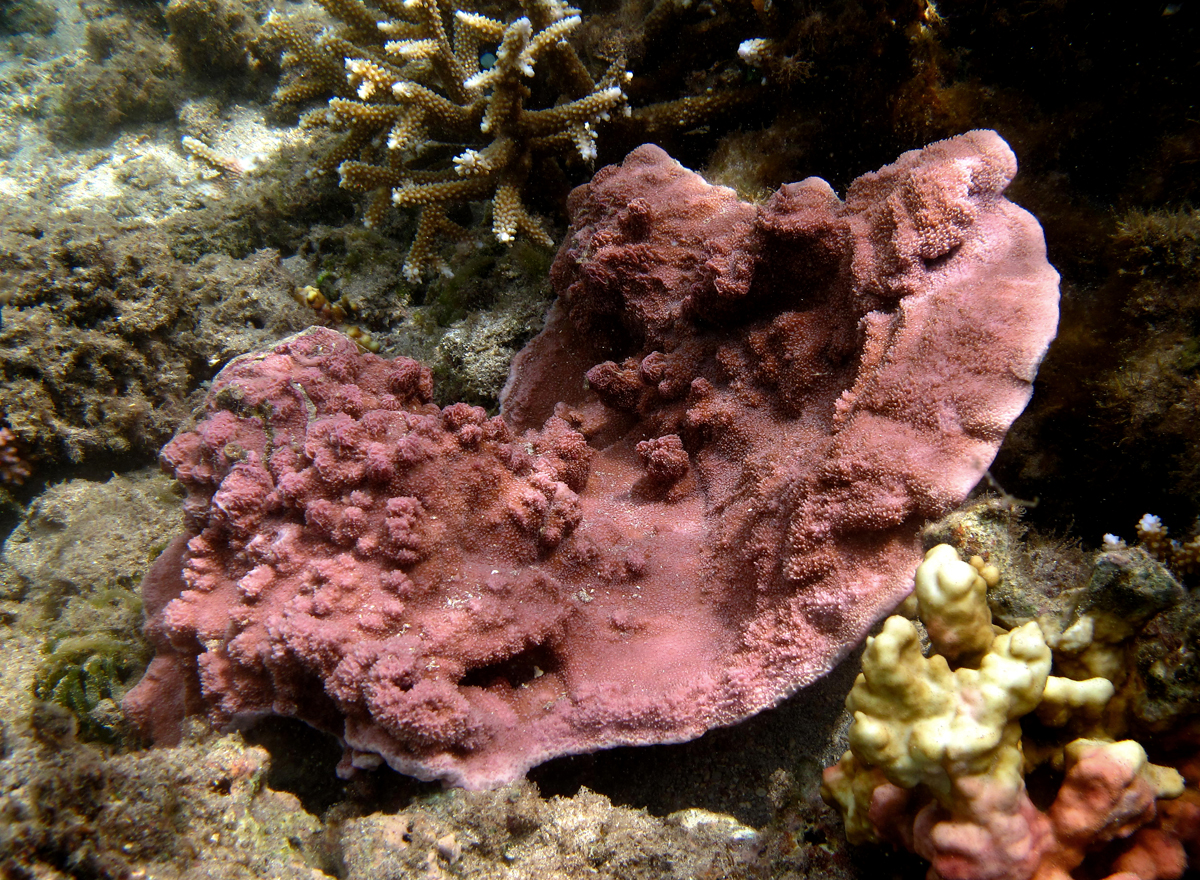
Montipora tuberculosa

A Montipora a virágállatok (Anthozoa) osztályának kőkorallok (Scleractinia) rendjébe, ezen belül az Acroporidae családjába tartozó nem.

## Tudnivalók
A kolóniák masszív felépítésűek; alak szerint lehetnek: lemezesek, levelesek, egymásba borulók vagy elágazóak. A korallpolipokat körülvevő falak nagyon kicsik. A korallpolipok, csak éjszaka tevékenyek. Mivel a Montipora-fajoknak nincs jól meghatározott, egységes alakja, a fajokat nehéz megkülönböztetni egymástól. Az Allopodion mirum Humes, 1978 külső, míg a Xarifia extensa Humes & Dojiri, 1982 belső élősködői e korallfajoknak - mindkettő az evezőlábú rákokhoz (Copepoda) tartozik.

## Rendszerezés
A nembe az alábbi 85 faj tartozik:
- Montipora aequituberculata Bernard, 1897
- Montipora altasepta Nemenzo, 1967
- Montipora angulata (Lamarck, 1816)
- Montipora aspergillus Veron, DeVantier & Turak, 2000
- Montipora australiensis Bernard, 1897
- Montipora biformis Nemenzo, 1988
- Montipora cactus Bernard, 1897
- Montipora calcarea Bernard, 1897
- Montipora caliculata (Dana, 1846)
- Montipora capitata (Dana, 1846)
- Montipora capricornis Veron, 1985
- Montipora cebuensis Nemenzo, 1976
- Montipora circumvallata (Ehrenberg, 1834)
- Montipora cocosensis Vaughan, 1918
- Montipora confusa Nemenzo, 1967
- Montipora conspicua Nemenzo, 1979
- Montipora contorta Nemenzo & Montecillo, 1981
- Montipora corbettensis Veron & Wallace, 1984
- Montipora crassituberculata Bernard, 1897
- Montipora cryptus Veron, 2000
- Montipora danae Milne Edwards & Haime, 1851
- Montipora delicatula Veron, 2000
- Montipora digitata (Dana, 1846)
- Montipora dilatata Studer, 1901
- Montipora echinata Veron, DeVantier & Turak, 2000
- Montipora edwardsi Bernard, 1897
- Montipora efflorescens Bernard, 1897
- Montipora effusa (Dana, 1846)
- Montipora ehrenbergi Verrill, 1872
- Montipora explanata Brüggemann, 1879
- Montipora flabellata Studer, 1901
- Montipora florida Nemenzo, 1967
- Montipora floweri Wells, 1954
- Montipora foliosa (Pallas, 1766)
- Montipora foveolata (Dana, 1846)
- Montipora friabilis Bernard, 1897
- Montipora gaimardi Bernard, 1897
- Montipora gracilis Klunzinger, 1879
- Montipora grisea Bernard, 1897
- Montipora hemispherica Veron, 2000
- Montipora hirsuta Nemenzo, 1967
- Montipora hispida (Dana, 1846)
- Montipora hodgsoni Veron, 2000
- Montipora hoffmeisteri Wells, 1954
- Montipora incrassata (Dana, 1846)
- Montipora informis Bernard, 1897
- Montipora kellyi Veron, 2000
- Montipora lobulata Bernard, 1897
- Montipora mactanensis Nemenzo, 1979
- Montipora malampaya Nemenzo, 1967
- Montipora maldivensis Pillai & Scheer, 1976
- Montipora manauliensis Pillai, 1967
- Montipora meandrina (Ehrenberg, 1834)
- Montipora millepora Crossland, 1952
- Montipora mollis Bernard, 1897
- Montipora monasteriata (Forskål, 1775)
- Montipora niugini Veron, 2000
- Montipora nodosa (Dana, 1846)
- Montipora orientalis Nemenzo, 1967
- Montipora pachytuberculata Veron, DeVantier & Turak, 2000
- Montipora palawanensis Veron, 2000
- Montipora patula Verrill, 1870
- Montipora peltiformis Bernard, 1897
- Montipora porites Veron, 2000
- Montipora samarensis Nemenzo, 1967
- Montipora saudii Turak, DeVantier & Veron, 2000
- Montipora setosa Nemenzo, 1976
- Montipora sinuosa Pillai & Scheer, 1976
- Montipora spongiosa (Ehrenberg, 1834)
- Montipora spongodes Bernard, 1897
- Montipora spumosa (Lamarck, 1816)
- Montipora stellata Bernard, 1897
- Montipora stilosa (Ehrenberg, 1834)
- Montipora suvadivae Pillai & Scheer, 1976
- Montipora taiwanensis Veron, 2000
- Montipora tortuosa Dana, 1846
- Montipora tuberculosa (Lamarck, 1816)
- Montipora turgescens Bernard, 1897
- Montipora turtlensis Veron & Wallace, 1984
- Montipora undata Bernard, 1897
- Montipora venosa (Ehrenberg, 1834)
- Montipora verrilli Vaughan, 1907
- Montipora verrucosa (Lamarck, 1816) - típusfaj
- Montipora verruculosa Veron, 2000
- Montipora vietnamensis Veron, 2000

Az alábbi taxonok, csak nomen dubium, azaz „kétséges név” szinten szerepelnek:
- Montipora bernardi Vaughan, 1907
- Montipora berryi Hoffmeister, 1925
- Montipora compressa (Linnaeus, 1766)
- Montipora cristagalli Ehrenberg, 1834
- Montipora densa Von Marenzeller, 1907
- Montipora elschneri Vaughan, 1918
- Montipora exserta Quelch, 1886
- Montipora foliacea
- Montipora fragilis Quelch, 1886
- Montipora fragrosa Verrill, 1869
- Montipora granulosa Bernard, 1897
- Montipora monticulosa Studer, 1880
- Montipora obtusata Quelch, 1886
- Montipora paupera Von Marenzeller, 1901
- Montipora perforata Brüggemann, 1879
- Montipora porosa Bassett-Smith, 1890
- Montipora profunda Bernard, 1897
- Montipora scabricula (Dana, 1846)
- Montipora studeri Vaughan, 1907
- Montipora tenuicaulis Vaughan, 1907
- Montipora tenuissima Bernard, 1879
- Montipora vaughani Hoffmeister, 1925

A Montipora culiculata Bernard nomen nudumnak, azaz „csupasz névnek” számít, mivel tudományos névnek tűnik, ám nem az, mivel (még) nem publikálták egy megfelelő leírás kíséretében.